# Zaragoza Hurricanes
Gli Zaragoza Hurricanes sono una squadra di football americano di Saragozza, fondata nel 2005; hanno vinto la Liga Norte nel 2017 e nel 2018.
Nel settembre 2017 hanno assorbito gli Zaragoza Hornets.

## Dettaglio stagioni

### Tornei nazionali

#### Campionato

##### LNFA/Serie A
| Stagione | regular season | regular season | regular season | regular season | regular season | regular season | playoff | playoff | playoff | playoff | playoff | playoff          | playoff        |
|          | Vin            | Par            | Per            | Tot            | PF             | PS             | Vin     | Per     | Tot     | PF      | PS      | risultato        | avversaria     |
| -------- | -------------- | -------------- | -------------- | -------------- | -------------- | -------------- | ------- | ------- | ------- | ------- | ------- | ---------------- | -------------- |
| 2010     | 3              | 1              | 4              | 8              | 90             | 127            | -       | -       | -       | -       | -       | -                | -              |
| 2011     | 4              | 1              | 3              | 8              | 145            | 133            | -       | -       | -       | -       | -       | -                | -              |
| 2019     | 2              | 0              | 6              | 8              | 79             | 236            | 0       | 1       | 1       | 0       | 49      | Quarti di finale | Badalona Dracs |
| 2020     | 1              | 0              | 3              | 4              | 22             | 145            | -       | -       | -       | -       | -       | -                | -              |
| 2021     | 4              | 0              | 4              | 8              | 156            | 208            | -       | -       | -       | -       | -       | -                | -              |
| 2022     | 2              | 0              | 6              | 8              | 213            | 308            | -       | -       | -       | -       | -       | -                | -              |
| Totale   | 16             | 2              | 26             | 44             | 705            | 1097           | 0       | 1       | 1       | 0       | 49      |                  |                |

Fonti: Enciclopedia del Football - A cura di Roberto Mezzetti

##### LNFA Femenina
| Stagione | regular season | regular season | regular season | regular season | regular season | regular season | playoff | playoff | playoff | playoff | playoff | playoff   | playoff    |
|          | Vin            | Par            | Per            | Tot            | PF             | PS             | Vin     | Per     | Tot     | PF      | PS      | risultato | avversaria |
| -------- | -------------- | -------------- | -------------- | -------------- | -------------- | -------------- | ------- | ------- | ------- | ------- | ------- | --------- | ---------- |
| 2015     | 0              | 0              | 5              | 5              | 37             | 159            | -       | -       | -       | -       | -       | -         | -          |
| Totale   | 0              | 0              | 5              | 5              | 37             | 159            | -       | -       | -       | -       | -       |           |            |

Fonti: Enciclopedia del Football - A cura di Roberto Mezzetti

##### LNFA2/LNFA/Serie B
| Stagione | regular season | regular season | regular season | regular season | regular season | regular season | playoff | playoff | playoff | playoff | playoff | playoff    | playoff                |
|          | Vin            | Par            | Per            | Tot            | PF             | PS             | Vin     | Per     | Tot     | PF      | PS      | risultato  | avversaria             |
| -------- | -------------- | -------------- | -------------- | -------------- | -------------- | -------------- | ------- | ------- | ------- | ------- | ------- | ---------- | ---------------------- |
| 2008     | 6              | 0              | 0              | 6              | 275            | 13             | 1       | 1       | 2       | 26      | 34      | Semifinale | Reus Imperials         |
| 2012     | 5              | 1              | 2              | 8              | 115            | 68             | 1       | 1       | 2       | 27      | 27      | Semifinale | Las Rozas Black Demons |
| 2013     | 3              | 0              | 5              | 8              | 65             | 84             | -       | -       | -       | -       | -       | -          | -                      |
| 2014     | 2              | 0              | 6              | 8              | 46             | 147            | -       | -       | -       | -       | -       | -          | -                      |
| 2015     | 1              | 0              | 7              | 8              | 75             | 262            | -       | -       | -       | -       | -       | Retrocessi | -                      |
| Totale   | 17             | 1              | 20             | 38             | 576            | 574            | 2       | 2       | 4       | 53      | 61      |            |                        |

Fonti: Enciclopedia del Football - A cura di Roberto Mezzetti

##### LNFA Femenina 7×7
| Stagione | regular season | regular season | regular season | regular season | regular season | regular season | playoff | playoff | playoff | playoff | playoff | playoff   | playoff    |
|          | Vin            | Par            | Per            | Tot            | PF             | PS             | Vin     | Per     | Tot     | PF      | PS      | risultato | avversaria |
| -------- | -------------- | -------------- | -------------- | -------------- | -------------- | -------------- | ------- | ------- | ------- | ------- | ------- | --------- | ---------- |
| 2021     | 0              | 0              | 6              | 6              | 13             | 327            | -       | -       | -       | -       | -       | -         | -          |
| Totale   | 0              | 0              | 6              | 6              | 13             | 327            | -       | -       | -       | -       | -       |           |            |

Fonti: Enciclopedia del Football - A cura di Roberto Mezzetti

#### Coppa
| Stagione | regular season | regular season | regular season | regular season | regular season | regular season | playoff | playoff | playoff | playoff | playoff | playoff          | playoff               |
|          | Vin            | Par            | Per            | Tot            | PF             | PS             | Vin     | Per     | Tot     | PF      | PS      | risultato        | avversaria            |
| -------- | -------------- | -------------- | -------------- | -------------- | -------------- | -------------- | ------- | ------- | ------- | ------- | ------- | ---------------- | --------------------- |
| 2019     | -              | -              | -              | -              | -              | -              | 0       | 1       | 1       | 6       | 37      | Quarti di finale | Camioneros de Coslada |
| 2021     | -              | -              | -              | -              | -              | -              | 0       | 1       | 1       | 23      | 22      | Quarti di finale | Gijón Mariners        |
| Totale   | -              | -              | -              | -              | -              | -              | 0       | 2       | 2       | 29      | 59      |                  |                       |

Fonti: Enciclopedia del Football - A cura di Roberto Mezzetti

### Tornei locali

#### Liga Norte
| Stagione | regular season | regular season | regular season | regular season | regular season | regular season | playoff | playoff | playoff | playoff | playoff | playoff       | playoff    |
|          | Vin            | Par            | Per            | Tot            | PF             | PS             | Vin     | Per     | Tot     | PF      | PS      | risultato     | avversaria |
| -------- | -------------- | -------------- | -------------- | -------------- | -------------- | -------------- | ------- | ------- | ------- | ------- | ------- | ------------- | ---------- |
| 2016     | 6              | 0              | 0              | 6              | 234            | 22             | -       | -       | -       | -       | -       | Secondo posto | -          |
| 2017     | 4              | 0              | 0              | 4              | 133            | 17             | -       | -       | -       | -       | -       | Campioni      | -          |
| 2018     | 6              | 0              | 0              | 6              | 139            | 30             | -       | -       | -       | -       | -       | Campioni      | -          |
| Totale   | 16             | 0              | 0              | 16             | 506            | 69             | -       | -       | -       | -       | -       |               |            |

Fonti: Enciclopedia del Football - A cura di Roberto Mezzetti

### Riepilogo fasi finali disputate
| Anno            | Luogo | Evento         | Fase del torneo  | Incontro                                    | Risultato |
| 14 aprile 2019  |       | Serie A        | Quarti di finale | Badalona Dracs - Zaragoza Hurricanes        | 49 - 0    |
| 9 novembre 2019 |       | Copa de España | Quarti di finale | Camioneros de Coslada - Zaragoza Hurricanes | 37 - 6    |
| 22 maggio 2021  | Gijón | Copa de España | Quarti di finale | Gijón Mariners - Zaragoza Hurricanes        | 23 - 22   |

## Gli Zaragoza Hornets
Gli Zaragoza Hornets sono stati fondati nel 2004 e sono confluiti negli Hurricanes nel 2017; la squadra femminile ha mantenuto il nickname Hornets fino al 2020.

### Dettaglio stagioni

#### Tornei nazionali

##### Campionato

###### LNFA2/LNFA/Serie B
| Stagione | regular season | regular season | regular season | regular season | regular season | regular season | playoff | playoff | playoff | playoff | playoff | playoff        | playoff         |
|          | Vin            | Par            | Per            | Tot            | PF             | PS             | Vin     | Per     | Tot     | PF      | PS      | risultato      | avversaria      |
| -------- | -------------- | -------------- | -------------- | -------------- | -------------- | -------------- | ------- | ------- | ------- | ------- | ------- | -------------- | --------------- |
| 2015     | 2              | 0              | 6              | 8              | 48             | 112            | 1       | 0       | 1       | 13      | 7       | Non retrocessi | Alicante Sharks |
| Totale   | 2              | 0              | 6              | 8              | 48             | 112            | 1       | 0       | 1       | 13      | 7       |                |                 |

Fonti: Enciclopedia del Football - A cura di Roberto Mezzetti

###### LNFA Femenina 7×7
| Stagione | regular season | regular season | regular season | regular season | regular season | regular season | playoff | playoff | playoff | playoff | playoff | playoff   | playoff    |
|          | Vin            | Par            | Per            | Tot            | PF             | PS             | Vin     | Per     | Tot     | PF      | PS      | risultato | avversaria |
| -------- | -------------- | -------------- | -------------- | -------------- | -------------- | -------------- | ------- | ------- | ------- | ------- | ------- | --------- | ---------- |
| 2020     | 0              | 0              | 5              | 5              | 0              | 347            | -       | -       | -       | -       | -       | -         | -          |
| Totale   | 0              | 0              | 5              | 5              | 0              | 347            | -       | -       | -       | -       | -       |           |            |

Fonti: Enciclopedia del Football - A cura di Roberto Mezzetti

#### Tornei locali

##### Liga Norte Femenina
| Stagione | regular season | regular season | regular season | regular season | regular season | regular season | playoff | playoff | playoff | playoff | playoff | playoff     | playoff    |
|          | Vin            | Par            | Per            | Tot            | PF             | PS             | Vin     | Per     | Tot     | PF      | PS      | risultato   | avversaria |
| -------- | -------------- | -------------- | -------------- | -------------- | -------------- | -------------- | ------- | ------- | ------- | ------- | ------- | ----------- | ---------- |
| 2018     | 5              | 2              | 0              | 3              | 116            | 149            | -       | -       | -       | -       | -       | Terzo posto | -          |
| Totale   | 5              | 2              | 0              | 3              | 116            | 149            | -       | -       | -       | -       | -       |             |            |

Fonti: Enciclopedia del Football - A cura di Roberto Mezzetti

#### Riepilogo fasi finali disputate
| Anno           | Luogo                 | Evento  | Fase del torneo         | Incontro                           | Risultato |
| 14 giugno 2015 | Villanueva de Gállego | Serie B | Spareggio retrocessione | Zaragoza Hornets - Alicante Sharks | 13 - 7    |

## Palmarès
- 2 Liga Norte Senior (2017, 2018)
- 1 Campionato spagnolo cadetti (2012)